# (2814) Vieira
(2814) Vieira est un astéroïde de la ceinture principale.

## Description
(2814) Vieira est un astéroïde de la ceinture principale. Il fut découvert le 18 mars 1982 à La Silla par Henri Debehogne. Il présente une orbite caractérisée par un demi-grand axe de 2,87 UA, une excentricité de 0,07 et une inclinaison de 2,5° par rapport à l'écliptique.

## Compléments